# Moscavide (stație de metrou din Lisabona)
Moscavide este o stație de pe Linia roșie a metroului din Lisabona. Stația este situată pe strada Rua João Pinto Ribeiro, în freguesia Moscavide din municipalitatea Loures, la limita administrativă cu Lisabona, permițând accesul la stadionul Alfredo Marques Augusto din apropiere și la zona nordică a Parcului Națiunilor.

## Istoric
Stația fost inaugurată pe 17 iulie 2012, în același timp cu Aeroporto și Encarnação, odată cu prelungirea cu 3,3 km a Liniei roșii până la aeroportul Humberto Delgado. Proiectul original îi aparține arhitectului Manuel Bastos.
Precum toate noile stații ale metroului din Lisabona, „Moscavide” este echipată cu scări rulante și ascensoare până la peroane pentru a putea deservi și persoanele cu dizabilități locomotorii.

## Legături

### Autobuze orășenești

#### Carris
- 705 Oriente (Interface) ⇄ Roma-Areeiro
- 725 Oriente (Interface) ⇄ Prior Velho - Rua Maestro Lopes Graça
- 728 Restelo - Av. das Descobertas ⇄ Portela - Av. dos Descobrimentos
- 731 Av. José Malhoa ⇄ Moscavide Centru
- 759 Restauradores ⇄ Oriente (Interface)
- 782 Cais do Sodré ⇄ Praça José Queirós[5]

### Autobuze preorășenești

#### Rodoviária de Lisboa
- 301 Lisabona (Oriente) ⇄ Loures (zona comercială) via Hospital
- 302 Lisboa (Praça José Queirós) ⇄ Bairro de Santiago
- 303 Rodinhas de Moscavide (traseu circular)
- 309 Lisabona (Oriente) ⇄ Cabeço de Aguieira
- 310 Lisabona (Oriente) ⇄ Charneca do Lumiar
- 316 Lisabona (Oriente)) ⇄ Santa Iria da Azóia
- 317 Lisabona (Oriente) ⇄ Bairro da Covina
- 318 Lisabona (Oriente) ⇄ Portela da Azóia
- 750 Lisabona (Oriente) circulație via Bairro das Coroas și Unhos